# Gonai csata
A bunai csata a második világháború egyik ütközete volt, amelyet 1942. november 19. és december 9. között vívtak a szövetségesek és a japánok a Pápuán kialakított japán hídfőért. Az ütközet az ausztrálok sikerével zárult.

## A hídfő

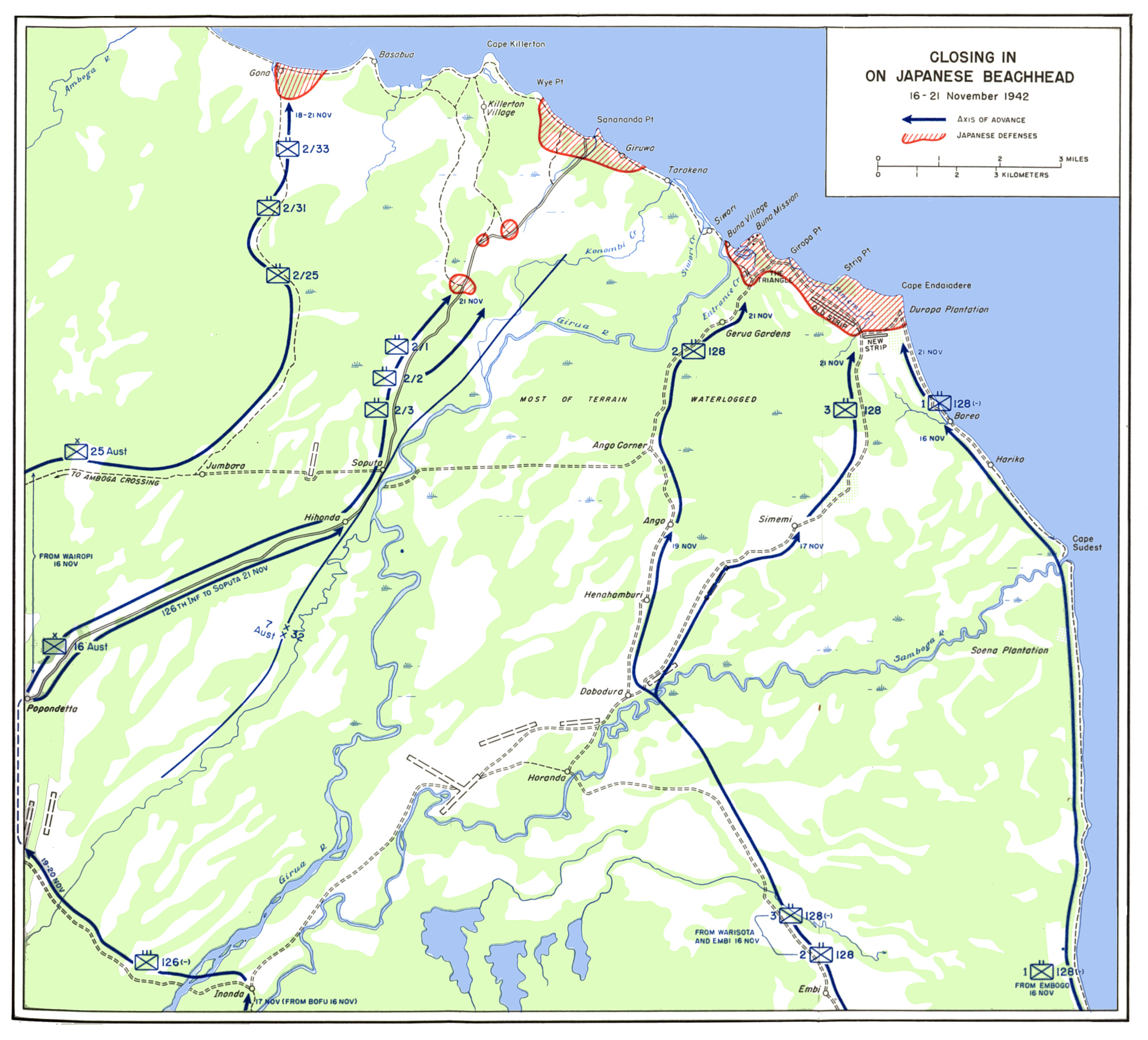
A vörös satírozott területek a japán hídfőket, a sötét vonalak a szövetségesek előrenyomulását jelölik

A japánok 1941. július 21-én partra szálltak Gonánál, majd Bunánál és Sananandánál is hídfőt hoztak létre, hogy azok kiinduló pontjai legyenek az ausztrálok által ellenőrzött Port Moresby és az oda vezető Kokoda ösvény elleni offenzívának. A japánoknak 45 kilométerre sikerült is megközelíteniük Port Moresbyt, amikor az ausztrál ellentámadás visszavetette őket.
Miközben az ausztrálok a dzsungelen átvezető ösvényért harcoltak, Douglas MacArthur tábornok saját ellentámadását készítette elő. Az amerikai csapatok átkeltek az Owen Stanley-hegységen a Kokoda ösvénytől keletre található hágókon, és új leszállópályákat vágtak az erdőkben. Más csapatok a Milne-öböl partján haladtak előre a japán állások felé. November közepére a szövetségesek készen álltak arra, hogy megindítsák a támadást a japán hídfők ellen.
A gonai védelmi állások fő feladata annak megakadályozása volt, hogy a szövetségesek nyugatról megközelítsék a japánok fő horgonyzóhelyét Basabuánál. Gona volt a legkisebb a japán hídfők közül. Nem volt igazán mély, de jól védte a parti és a szárazföld belseje felé vezető utak kereszteződését. A védelem a gonai misszió körül szerveződött, és bunkerek, lőállások, árkok hálózatából alakították ki. A területet nagyjából 900 katona védte a csata kezdetén, többségük egy útépítő alakulat tagja volt. A parancsnoki posztot Jamamoto Csume őrnagy töltötte be.
A támadást az ausztrál 25. dandár indította, akik ezernél kevesebben voltak. Az ausztrálok november 16-án hagyták el Wairopit. A hőség és a malária miatt sok katona még azelőtt kidőlt, hogy megérkeztek volna a frontra.

## A csata

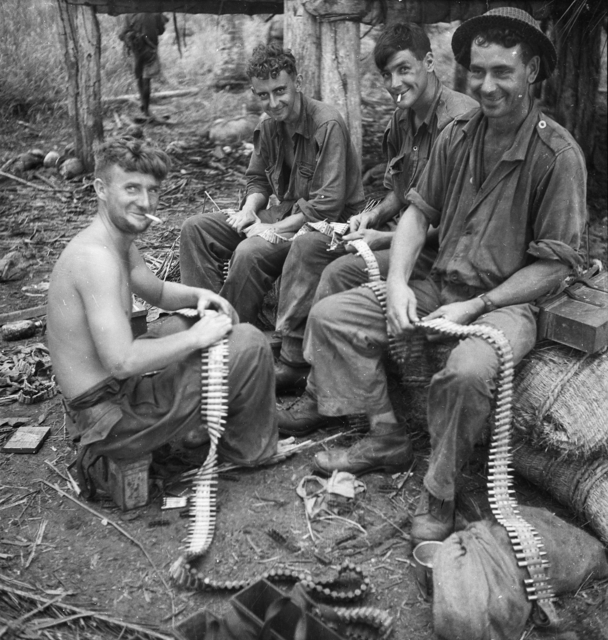
Ausztrál géppuskások Gonánál

November 18-án az ausztrálok beleütköztek a japánokba, és kétnapos ütközet kezdődött, amelynek végén a szövetségeseket visszaszorították. November 22-23-án az ausztrálok megpróbálták az ösvényt védő japán pozíciókat átkarolni a mocsarakon keresztül, de mindkét akciójuk kudarcba fulladt. Az offenzívában 129 ausztrál esett el vagy sebesült meg. Ezzel nyolcszáz alá csökkent a bevethető katonák száma.
November 24-én a dandár újabb akciót indított Gona bevételére, amelyet légi és tüzérségi előkészítő tűz előzött meg. A rohamot vezető század áttört a japán védelmen, de hamarosan visszavonulni kényszerült. Mivel nyilvánvalóvá vált, hogy a 25-ösök egyedül nem képesek megtörni a japán ellenállást, november 28-30-án megérkezett a 21. dandár 1100 embere. Párhuzamosan ezzel a japánok megpróbáltak 800 fős erősítést küldeni Gonába. Az őket szállító négy romboló november 30-án futott ki Rabaulból, és a légi támadások ellenére is elérte Basabuát, és a december 2-áról 3-ára virradó éjszaka sikerült 500 katonát partra tenniük a Kumusi-folyó torkolatánál, nagyjából 18 kilométerre Gonától.
A megerősített ausztrálok november 28-án utat találtak a tengerpart felé Gonától keletre, de a nagy veszteségek ellenére is csak keveset haladtak előre. December első napjaiban is folytatódott az offenzíva, és a 21. dandár 430 embert vesztett kevesebb, mint egy hét alatt. Az ausztrálokhoz újabb erősítés érkezett. December 6-án a japánok ismét visszaverték a támadást, de a helyőrség jelentősen meggyengült, és a védők legalább fele elesett vagy megsebesült. Két nappal később az ausztrálok megtisztították Gona falut, és a tengerparton is lendületesen haladtak előre. December 8-án éjszaka Yamamoto őrnagy száz emberrel megpróbált Giruwába szökni, de visszakergették őket. A szervezett japán védekezés ekkora befejeződött, de másnap délutánig számos helyen bontakozott ki kézitusa. A japán halottak száma 638, az ausztráloké 750 volt.
A japánok ezután már csak a Kumusi-folyó torkolatánál jelentettek veszélyt. December 4-én a part mentén haladva elérték az ausztrál balszárnyat, és megpróbáltak áttörni Gona felé. December 10-én a japánokat vezető Jamagata tábornok védelmi pozíciót vett fel, és december 18-án erősítést is kapott Rabaulból. Adacsi tábornok december végén arra utasította, hogy embereivel vonuljon Giruwába. Jamagata 800 emberrel december 29-én érkezett meg a településre.